# Wikispecies
 (mars 2023).
Wikispecies (/wi.ki.spe.kjes/) est un répertoire nomenclatural en ligne destiné à recenser les espèces du vivant : eucaryotes, archéennes, bactériennes, voire virales. Il est géré en wiki grâce au moteur MediaWiki.
Comme Wikipédia, Wikispecies appartient à Wikimedia Foundation, Inc. et son contenu, librement améliorable, est protégé par la licence Creative Commons « Attribution - Partage dans les Mêmes Conditions ».

## Histoire
Benedikt Mandl coordonne les efforts de plusieurs personnes intéressées à participer au projet et partisans potentiels contactés en début d'été 2004 et concrétisé lors de la réunion du 5 septembre. Le mot « Wikispecies » est issu de la fusion des termes wiki et species (« espèces »), l'espèce étant, par définition, le rang nomenclatural de base de toute taxinomie, le rang duquel dérive tout autre rang (par regroupement et subdivision).
Les avantages et les inconvénients sont largement discutés par la liste de diffusion « wikimedia-l ». Le conseil d'administration de la Wikimedia Foundation vote par 4 à 0 en faveur de l'établissement d'un Wikispecies. Le projet est lancé en août 2004 et est hébergé à l'adresse species.wikimedia.org. Il est officiellement fusionné à un projet sœur de Wikimedia Foundation, le 14 septembre 2004.

## Raison d'être
En 2005, le cofondateur de Wikipédia, Jimmy Wales précise lors d'une interview :
« There are 1,8 million named species. We don't want to flood Wikipedia with 1,8 million articles that just say, This species is a member of this genus, and that's all we have. That is more appropriate for Wikispecies: it's a starting point for dumping in data. »
« Il existe 1,8 million d'espèces nommées. Nous ne voulons pas inonder Wikipédia avec autant d'articles disant simplement : Cette espèce fait partie de ce genre, et c'est tout ce que nous avons. C'est plus approprié pour Wikispecies qui représente un point de départ pour déverser des données. »

## Utilisation par la communauté scientifique
Le site Wikispecies est utilisé en novembre 2015 pour y déposer une base de données relative aux tydeoidea, une famille d'acariens, préparée sous la direction du professeur Jerry W. Krantz (Gerald W. Krantz). En 2017, Benoît Sagot publie une étude « La représentation de l'information sémantique lexicale : le modèle wordnet et son application au français » pour laquelle il constitue son corpus d'étude en puisant sur le Wiktionnaire, le Wiktionary (version anglophone du même projet) et Wikispecies.

#### Articles
- [2005] (en) Mitch Leslie, « Calling all taxonomists », Science, vol. 307, no 5712,‎ 18 février 2005, p. 1021–1022 (lire en ligne, consulté le 26 février 2023).
- [2011] (en) Lars Hendrich et Michael Balke, « A simultaneous journal / wiki publication and dissemination of a new species description: Neobidessodes darwiniensis sp. n. from northern Australia (Coleoptera, Dytiscidae, Bidessini) », ZooKeys, no 79,‎ 3 février 2011, p. 11–20 (ISSN 1313-2970, PMID 21594142, PMCID 3088048, DOI 10.3897/zookeys.79.803, lire en ligne, consulté le 26 février 2023).
- [2021] (en) Henri M. André, « The Tydeoidea (Ereynetidae, Iolinidae, Triophtydeidae and Tydeidae) - An online database in the Wikispecies platform », Acarologia, vol. 61, no 4,‎ 15 décembre 2021, p. 1023–1035 (ISSN 0044-586X, DOI 10.24349/6yc5-1lxw, lire en ligne, consulté le 26 février 2023).